# Martillac
Martillac  egy francia település Gironde megyében az Aquitania régióban. Lakosainak száma 3581 fő (2022. január 1.).

## Adminisztráció
Polgármesterek:
- 2001–2020 Jean Claverie (PS)

## Demográfia
| Lakosok száma | 965  | 1309 | 1652 | 2265 | 2781 | 2883 | 3067 | 3279 | 3406 | 3581 |
|               | 1968 | 1982 | 1990 | 2006 | 2013 | 2015 | 2017 | 2019 | 2020 | 2022 |

## Látnivalók
- Román kori templom
- Château de Rochemorin
- Château Latour-Martillac
- Château Smith Haut Lafitte

## Testvérvárosok
- Olaszország Bibbona 2004-óta